# Всероссийская хоккейная лига
Всероссийская хоккейная лига (ВХЛ; до сентября 2022 года — Высшая хоккейная лига) — открытая международная хоккейная лига, одновременно являющаяся вторым по силе дивизионом профессионального хоккея России после КХЛ. Соревнования ВХЛ с момента образования и до окончания сезона 2015/16 организовывались НП «Высшая хоккейная лига», однако с сезона 2016/17 Чемпионат проводится под эгидой ФХР. До 2010 года вторым по силе чемпионатом являлась Высшая лига чемпионата России по хоккею с шайбой. Учреждена 24 ноября 2009 года. Первое учредительное собрание клубов ВХЛ состоялось 22 марта 2010.
7 августа 2024 было объявлено, что правлением ФХР права на проведение чемпионата России делегированы ассоциации «Высшая хоккейная лига». До этого чемпион России определялся в рамках розыгрыша КХЛ.
У большинства клубов Лиги есть договоры о сотрудничестве с клубами Континентальной хоккейной лиги. Некоторые команды ВХЛ являются фарм-клубами команд КХЛ. Помимо возможных «переходов» игроков из клубов КХЛ и обратно нередки трансферы и аренды игроков из молодёжных команд клубов КХЛ, выступающих в Молодёжной хоккейной лиге. Помимо этого некоторые клубы Всероссийской хоккейной лиги имеют собственные молодёжные команды в МХЛ.

## Международный статус
В регламенте чемпионата ВХЛ сезона 2010-2011 содержится указание о том, что первый чемпионат под эгидой вновь созданной лиги является открытым всероссийским соревнованием по хоккею. Начиная со следующего сезона и вплоть до сезона 2015/2016 в дополнение к этому в соответствующих регламентах содержится положение о том, что чемпионат ВХЛ представляет собой «международное спортивное мероприятие (соревнование)».
Помимо клубов, находящихся под эгидой Федерации хоккея России, в ВХЛ входили и выступали хоккейные клубы, представляющие Беларусь («Юность-Минск» из Минска), Казахстан («Казцинк-Торпедо» из Усть-Каменогорска, «Сарыарка» из Караганды), Украину («Донбасс» из Донецка) и Узбекистан («Хумо» из Ташкента). При этом одним из наиболее титулованных клубов ВХЛ является иностранный для ФХР клуб, карагандинская «Сарыарка», которая выигрывала регулярный чемпионат (дважды, сезоны 2012/2013, 2014/2015), Кубок Братину/Петрова (дважды, сезоны 2013/2014, 2018/2019) и Кубок Открытия (сезон 2014/2015).

## История
Сезон 2010/2011
30 июня 2010 года в ВХЛ был принят «Липецк», но затем команда отказалась от участия по финансовым причинам и 22 июля была исключена из ВХЛ. «Химик» и ПХК «Крылья Советов» также собирались вступить в лигу, но не были приняты: их гарантии участия в чемпионате оказались неубедительными, и члены правления лиги приняли решение предложить этим командам взять годичный тайм-аут. Позже произошло объединение двух «Крыльев Советов» (ПХК КС и МХК КС, см. здесь), и объединённый клуб был принят в лигу.
В регулярном Чемпионате участвовало 20 команд. В плей-офф — 16.
Сезон 2011/2012
31 мая 2011 года в Москве на общем собрании ВХЛ в состав лиги были приняты три команды-новичка: донецкий «Донбасс», красноярский «Сокол» и «Титан» из Клина.
28 июня стало известно, что в сезоне ВХЛ 2011/2012 годов не примут участия московские «Крылья Советов».
В регулярном Чемпионате участвовало 23 команды. В плей-офф — 16.
Сезон 2012/2013
Весной 2012 года свои заявки на вступление в лигу в сезоне 2012/2013 подали четыре клуба: «Кубань» (Краснодар), «Сарыарка» (Караганда), «Буран» (Воронеж) и ТХК (Тверь). 30 мая все четыре кандидата были приняты в лигу. Также выступление в лиге продолжат «Локомотив ВХЛ» вступивший в лигу вместо своего клуба-владельца, перешедшего в КХЛ и «Челмет» — правопреемник челябинского «Мечела».
19 мая лигу покинул «Донбасс».
14 июня «Юность-Минск» подала заявку на вступление в лигу в сезоне 2012/2013. 2 июля в результате голосования минчане единогласно были приняты в состав ВХЛ.
13 сентября ХК ВМФ сменил место выступлений. Вместо Санкт-Петербурга новым городом ХК ВМФ стала Кондопога в Карелии.
В регулярном Чемпионате участвовало 27 команд. В плей-офф — 16.
Сезон 2013/2014
23 апреля 2013 года Федерация хоккея Республики Беларусь приняла решение не заявлять «Юность-Минск» в ВХЛ в сезоне 2013/2014 и перевести клуб в Белорусскую экстралигу. 25 апреля 2013 года решение о неучастии приняло руководство ярославского «Локомотива». 30 мая 2013 года на заседании Высшей Хоккейной Лиги в состав участников чемпионата ВХЛ единогласным решением был принят ХК «Липецк».
В регулярном Чемпионате участвовало 26 команд. В плей-офф — 16.
Сезон 2014/2015
В межсезонье 2014 года лигу покинули три команды — «Кристалл», «Лада» и «Титан». 18 июля 2014 года было объявлено о вступлении казанского «Барса».
В регулярном Чемпионате участвуют 24 команды. В плей-офф — 16.
Сезон 2015/2016
В межсезонье 2015 года лигу покинули две команды — «Кубань» и «Липецк». 24 июня 2015 года было объявлено о вступлении трёх подмосковных команд — «Звезды» из Чехова, «Звезды-ВДВ» из Дмитрова и «Химика» из Воскресенска. 3 июля 2015 года было объявлено о возвращении «Кристалла». По ходу соревнования «Звезда-ВДВ» была снята с соревнования.
Сезон 2016/2017
В межсезонье 2016 года было объявлено, что Чемпионат и Первенство ВХЛ будут проводиться под эгидой ФХР. 30 июля лигу покинул управляющий директор Герман Скоропупов. В новом сезоне в Чемпионат ВХЛ вступила команда «Динамо Санкт-Петербург». Звезда-ВДВ не вернулась в ВХЛ.
Сезон 2017/2018
24 мая 2017 года, решением Совета директоров КХЛ, Металлург (Новокузнецк) исключён из Лиги. 26 июня 2017 года клуб был допущен к участию в Высшей Хоккейной Лиге.
В регулярном Чемпионате участвуют 27 команд. В плей-офф — 16.
Сезон 2018/2019
ВХЛ пополнили три клуба, два из которых покинули КХЛ — Лада и ХК Югра.
Третий — ХК Тамбов.
В регулярном Чемпионате участвуют 29 команд. В плей-офф — 16.
Сезон 2019/2020
ВХЛ пополнили четыре клуба — «Динамо» (Тверь), «Торпедо-Горький» (Нижний Новгород), «Номад» (Нур-Султан, Казахстан) и «Хумо» (Ташкент, Узбекистан). Также была представлена новая структура проведения чемпионата — введено деление по дивизионам и конференциям. Позже в лигу вступили ещё две команды — российский «Ростов» и китайский «КРС-БСУ».
Сезон 2020/2021
В связи с пандемией коронавируса, от участия в чемпионате отказались все китайские и казахстанские клубы (последние ушли в собственный чемпионат), а также «Хумо» (Ташкент) и «Торпедо-Горький» (Нижний Новгород).
Таким образом, в сезоне ВХЛ 2020/2021 приняли участие 26 клубов (все — РФ).
Сезон 2021/2022
Чемпионат пополнили 2 Российские команды, АКМ (Тульская область) и «Омские крылья» (Омск).
Таким образом, в сезоне ВХЛ 2021/2022 приняли участие 28 клубов (все — РФ).
Сезон 2022/2023
Перед началом сезона лига объявила о смене названия на Всероссийскую хоккейную лигу.
В связи с трудностями финансирования ХК ЦСК ВВС (Самара) вышел из участия в ВХЛ.
В сезоне ВХЛ 2022/2023 принимают участие 26 клубов (все — РФ).
Сезон 2023/2024
Чемпионат покинула тольяттинская «Лада», которая с сезона 2023/2024 будет выступать в КХЛ.
В связи со сложной финансовой ситуацией чемпионат покинул ХК «Ермак» из Ангарска.
Чемпионат пополнили сразу 5 клубов — это самарский ЦСК ВВС, который вернулся спустя сезон после снятия с чемпионата в сезоне 2022/2023, саратовский «Кристалл», который вернулся в чемпионат спустя 5 сезонов отсутствия, барнаульский «Динамо-Алтай», ХК «Челны» из Набережных Челнов, а также новая команда ХК «Норильск» из одноимённого города. Таким образом, в сезоне ВХЛ 2023/2024 примут участие 29 клубов (все — РФ).

## Формат
В сезоне 2014/15 участвовали две команды из Казахстана и 25 команд из разных городов России. На первом этапе все команды провели 52 матча, по два матча с каждым соперником (один дома и один на выезде). На втором этапе 16 лучших команд разыгрывают в играх плей-офф главный трофей Высшей хоккейной лиги России — Кубок «Братина».
С сезона 2019/2020 введено деление по дивизионам и конференциям.

## Русская классика
«Русская классика ВХЛ» — это поединок под открытым небом на большом оформленном в ретро-стиле стадионе в рамках регулярного чемпионата Высшей хоккейной лиги. Первый в истории подобный матч состоялся 17 февраля 2012 года в Красноярске: в гости к местному «Соколу» приезжал возрождённый ярославский «Локомотив».

## Клубы
| Клуб            | Город            | Арена (вместимость)                               | Основан (год) | в ВХЛ | Партнёрская команда из КХЛ |
| --------------- | ---------------- | ------------------------------------------------- | ------------- | ----- | -------------------------- |
| АКМ             | Тула             | Ледовый дворец (3000)                             | 2021          | 2021  |                            |
| Барс            | Казань           | Дворец спорта (3345)                              | 2009          | 2014  | Ак Барс                    |
| Буран           | Воронеж          | Юбилейный (3200)                                  | 1977          | 2012  |                            |
| Горняк-УГМК     | Верхняя Пышма    | Спортивная школа им. А. Козицына (1100)           | 2012          | 2017  | Автомобилист               |
| Дизель          | Пенза            | Дизель-Арена (5500)                               | 1948          | 2010  | Северсталь                 |
| Динамо          | Санкт-Петербург  | Юбилейный (7600)                                  | 2013          | 2016  | Динамо М                   |
| Динамо-Алтай    | Барнаул          | Титов-Арена (4292)                                | 1954          | 2023  | Адмирал                    |
| Зауралье        | Курган           | Ледовый дворец спорта имени Н. В. Парышева (2500) | 1993          | 2010  | Сибирь                     |
| Звезда          | Москва           | ЦСКА Арена (2951)                                 | 2015          | 2015  | ЦСКА                       |
| Ижсталь         | Ижевск           | Ижсталь (3190)                                    | 1958          | 2010  | Нефтехимик                 |
| Кристалл        | Саратов          | ЛДС «Кристалл» (5000)                             | 1947          | 2010  |                            |
| Магнитка        | Магнитогорск     | ДЮСШ «Металлург» (250)                            | 2024          | 2024  | Металлург                  |
| Металлург       | Новокузнецк      | Дворец спорта кузнецких металлургов (6809)        | 1949          | 2017  |                            |
| Молот           | Пермь            | Молот (6000)                                      | 1948          | 2010  | Локомотив                  |
| Нефтяник        | Альметьевск      | Юбилейный (2200)                                  | 1965          | 2010  | Ак Барс                    |
| Норильск        | Норильск         | Арктика (2184)                                    | 2023          | 2023  |                            |
| Олимпия         | Кирово-Чепецк    | ЛДС «Олимп-Арена» (1800)                          | 1954          | 2024  |                            |
| Омские крылья   | Омск             | Академия Авангард (1200)                          | 2021          | 2021  | Авангард                   |
| Ростов          | Ростов-на-Дону   | Айс-Арена (458)                                   | 2005          | 2019  | Сочи                       |
| Рубин           | Тюмень           | Дворец спорта (3346)                              | 1959          | 2010  |                            |
| Рязань-ВДВ      | Рязань           | Олимпийский (2825)                                | 1999          | 2010  | Витязь                     |
| СКА-Нева        | Санкт-Петербург  | Хоккейный город (1418)                            | 2008          | 2010  | СКА                        |
| Сокол           | Красноярск       | Платинум Арена (6870)                             | 1977          | 2011  | Амур                       |
| Тамбов          | Тамбов           | Кристалл (1500)                                   | 2000          | 2018  |                            |
| Торос           | Нефтекамск       | Ледовый дворец спорта (2000)                      | 1987          | 2010  | Салават Юлаев              |
| Торпедо-Горький | Нижний Новгород  | КРК «Нагорный» (5600)                             | 2019          | 2024  | Торпедо                    |
| Химик           | Воскресенск      | Химик (4000)                                      | 1953          | 2015  | Спартак                    |
| ЦСК ВВС         | Самара           | Дворец спорта имени В. С. Высоцкого (5000)        | 1950          | 2017  | Лада                       |
| Челмет          | Челябинск        | Юность (3500)                                     | 1949          | 2010  | Трактор                    |
| Челны           | Набережные Челны | Ледовый дворец спорта (1500)                      | 2004          | 2023  |                            |
| Югра            | Ханты-Мансийск   | Арена-Югра (5500)                                 | 2006          | 2018  |                            |
| Юнисон          | Москва           | Академия спорта «Динамо» (1500)                   | 2022          | 2024  |                            |
| Южный Урал      | Орск             | Юбилейный (4500)                                  | 1959          | 2010  |                            |

## Команды, покинувшие лигу
В следующей таблице приведены клубы, по каким-либо причинам покинувшие Всероссийскую хоккейную лигу, а также указаны хоккейные лиги, в которых на данный момент выступают эти клубы.
| Команда                      | Город            | Стадион                                               | Лига                   | Последний сезон выступления | Примечание |
| ---------------------------- | ---------------- | ----------------------------------------------------- | ---------------------- | --------------------------- | --- |
| Крылья Советов               | Москва           | УДС «Крылья Советов»                                  | МХЛ                    | 2010/2011                   | Руководство клуба не смогло предоставить необходимые финансовые гарантии. |
| Донбасс                      | Донецк           | ДС «Дружба»                                           | УХЛ                    | 2011/2012                   | Клуб перешёл в КХЛ. |
| Юность-Минск                 | Минск            | Минский ледовый дворец спорта                         | Белорусская экстралига | 2012/2013                   | Исполком Федерации хоккея Республики Беларусь принял решение вернуть «Юность» в Белорусскую экстралигу. |
| Локомотив ВХЛ                | Ярославль        | «Арена 2000. Локомотив»                               | -                      | 2012/2013                   | Руководство ярославского клуба приняло решение не выставлять свою команду для участия в ВХЛ, так как содержание клубом сразу трёх команд было признано руководством клуба нерентабельным. Поэтому Локомотив-ВХЛ был расформирован.                                                                           |
| Титан                        | Клин             | Ледовый дворец им. Валерия Харламова                  | -                      | 2013/2014                   | Руководство хоккейного клуба приняло решение о выходе из ВХЛ по причине недостаточного финансирования, при этом была создана молодёжная команда, выступающая в МХЛ-Б. |
| Кубань                       | Краснодар        | Ледовый дворец «Кубань»                               | -                      | 2014/2015                   | В июне 2015 года стало известно, что клуб пропустит сезон 2015/16 ВХЛ в связи с финансовыми трудностями. |
| ХК Липецк                    | Липецк           | ДС «Звёздный»                                         | НМХЛ                   | 2014/2015                   | Клуб отказался от участия в чемпионате ВХЛ из-за отсутствия необходимого финансирования. Клубу удалось лишь сохранить свою команду в НМХЛ под названием МХК «Липецк». |
| Звезда-ВДВ                   | Дмитров          | ЛД «Дмитров»                                          | -                      | 2015/2016                   | В ноябре 2015 года из-за финансовых проблем единогласным решением правления ВХЛ «Звезда-ВДВ» была снята с первенства. |
| Динамо Балашиха              | Балашиха         | Арена «Балашиха»                                      | -                      | 2016/2017                   | В связи с финансовыми проблемами клуб прекратил существование. |
| ТХК                          | Тверь            | СК «Юбилейный»                                        | -                      | 2016/2017                   | В июле 2017 года было объявлено, что клуб закрывается из-за отсутствия финансирования. |
| Ариада-НХ                    | Волжск           | ЛК «Ариада»                                           | -                      | 2016/2017                   | В апреле 2017 года «Нефтехимик» решил расформировать свой фарм-клуб. |
| Кристалл                     | Саратов          | ЛДС «Кристалл»                                        | ВХЛ-Б                  | 2016/2017                   | В сезоне 2016/17 Кристалл вновь был снят с чемпионата ВХЛ по финансовым причинам, однако молодёжная команда «Кристалл-Юниор» продолжила выступление в первенстве ВХЛ, пропустив некоторые матчи так же по финансовым причинам. С сезона 2017/18 команда в первенстве ВХЛ выступает под названием «Кристалл». |
| Спутник                      | Нижний Тагил     | ЛДС им. В. К. Сотникова                               | -                      | 2017/2018                   | Руководство хоккейного клуба приняло решение о выходе из ВХЛ по причине неудовлетворительных результатов. Спутник по итогу сезона занял 26 место из 27 команд в чемпионате ВХЛ. |
| Куньлунь Ред Стар Хэйлунцзян | Харбин           | «Куньлунь Арена»                                      | МХЛ                    | 2017/2018                   | Клуб, базировавшийся в Харбине, провёл в ВХЛ всего лишь один сезон. После чего команда продолжила играть в Харбине, но уже в статусе участника МХЛ. |
| ХК «Саров»                   | Саров            | ЛД «Саров»                                            | -                      | 2018/2019                   | В июне 2019 года фарм-клуб «Торпедо» переехал из Сарова в Нижний Новгород и теперь называется «Торпедо-Горький». В отношении ХК «Саров» Арбитражным судом Нижегородской области ведётся процесс признания банкротом некоммерческого партнёрства "Хоккейный клуб «Саров».                                     |
| Чэнтоу                       | Цзилинь          | Арена «Jilin Tiyugisn»                                | -                      | 2019/2020                   | Команда была аутсайдером и заняла последнее 34-е место в чемпионате. |
| КРС-БСУ                      | Пекин            | Арена «Ice Sports Center of Beijing Sport University» | -                      | 2019/2020                   | - |
| ОРДЖИ                        | Пекин            | Арена «АОЧЖУН»                                        | -                      | 2019/2020                   | - |
| ХК «Хумо»                    | Ташкент          | МЛД «Хумо Арена»                                      | Pro Hokei Ligasy       | 2019/2020                   | - |
| ХК «Сарыарка»                | Караганда        | ЛД «Караганды-Арена»                                  | Pro Hokei Ligasy       | 2019/2020                   | В связи с пандемией коронавируса, границы Казахстана были закрыты. Казахстанский хоккейный клуб «Сарыарка» выступающий в международных соревнованиях ВХЛ, не мог беспрепятственно покидать и возвращаться в страну. В связи с этим, клуб был обязан продолжить своё выступление в Pro Hokei Ligasy.          |
| ХК «Торпедо»                 | Усть-Каменогорск | Дворец спорта имени Бориса Александрова               | Pro Hokei Ligasy       | 2019/2020                   | В связи с пандемией коронавируса, границы Казахстана были закрыты. Казахстанский хоккейный клуб «Торпедо» выступающий в международных соревнованиях ВХЛ, не мог беспрепятственно покидать и возвращаться в страну. В связи с этим, клуб был обязан продолжить своё выступление в Pro Hokei Ligasy.           |
| ХК «Номад»                   | Астана           | МЛД «Барыс Арена»                                     | Pro Hokei Ligasy       | 2019/2020                   | В связи с пандемией коронавируса, границы Казахстана были закрыты. Казахстанский хоккейный клуб «Номад» выступающий в международных соревнованиях ВХЛ, не мог беспрепятственно покидать и возвращаться в страну. В связи с этим, клуб были обязаны продолжить своё выступление в Pro Hokei Ligasy.           |
| Ермак                        | Ангарск          | Дворец спорта «Ермак»                                 | -                      | 2022/2023                   | В сезоне 2022/23 Ермак занял последнее, 26-е место в регулярном чемпионате. Клуб испытывает серьёзные финансовые трудности, а перед игроками существовали задолженности по зарплате. |
| Лада                         | Тольятти         | Лада-Арена                                            | КХЛ                    | 2022/2023                   | Клуб перешёл в КХЛ. |

## Кубок Союза
Турнир прошёл 24 и 25 декабря 2022 года в белорусском Жлобине. Федерация хоккея России и Федерация хоккея Беларуси совместно с Всероссийской хоккейной лигой провели международный турнир Париматч Кубок Союза.
В турнире приняли участие финалисты прошлого сезона Экстралиги «Металлург» (Жлобин), «Юность» (Минск) и Высшей хоккейной лиги — «Рубин» (Тюмень), «Динамо» (Санкт-Петербург).
25 декабря 2022 года прошёл матч за 3-е место, а также финал, в котором определился обладатель PARI Кубка Союза-2022. Победителем стал «Рубин» из Тюмени.
| Дата проведения                     | Клубы                                             | Итоги матча |
| ----------------------------------- | ------------------------------------------------- | ----------- |
| 24 декабря, 2022                    | «Рубин» (Тюмень) — «Юность» (Минск)               | 3:1         |
| 24 декабря, 2022                    | «Металлург» (Жлобин) — «Динамо» (Санкт-Петербург) | 1:0         |
| 25 декабря, 2022, матч за 3-е место | «Юность» (Минск) — «Динамо» (Санкт-Петербург)     | 2:1         |
| 25 декабря, 2022, Финал             | «Металлург» (Жлобин) — «Рубин» (Тюмень)           | 1:3         |

## Таблица призёров
| Сезон   | Обладатель Кубка Петрова                                             | Финалист                                                             | Главный тренер чемпионов                                             | Победитель регулярного сезона |
| ------- | -------------------------------------------------------------------- | -------------------------------------------------------------------- | -------------------------------------------------------------------- | ----------------------------- |
| 2024/25 | «Торпедо-Горький» Нижний Новгород                                    | «Химик» Воскресенск                                                  | Алексей Исаков                                                       | «Металлург» Новокузнецк       |
| 2023/24 | «Нефтяник» Альметьевск                                               | «АКМ» Тула                                                           | Артём Анисимов                                                       | «Молот» Пермь                 |
| 2022/23 | «Химик» Воскресенск                                                  | «Сокол» Красноярск                                                   | Игорь Гришин                                                         | «Югра» Ханты-Мансийск         |
| 2021/22 | «Рубин» Тюмень                                                       | «Динамо» СПб                                                         | Денис Ячменёв                                                        | «Югра» Ханты-Мансийск         |
| 2020/21 | «Югра» Ханты-Мансийск                                                | «Металлург» Новокузнецк                                              | Вадим Епанчинцев                                                     | «Югра» Ханты-Мансийск         |
| 2019/20 | Турнир отменён на стадии 1/4 финала в связи с пандемией коронавируса | Турнир отменён на стадии 1/4 финала в связи с пандемией коронавируса | Турнир отменён на стадии 1/4 финала в связи с пандемией коронавируса | «Звезда» Москва               |
| 2018/19 | «Сарыарка» Караганда                                                 | «Рубин» Тюмень                                                       | Леонид Тамбиев                                                       | «СКА-Нева» СПб                |
| 2017/18 | «Динамо» СПб                                                         | «СКА-Нева» СПб                                                       | Леонид Тамбиев                                                       | «Динамо» СПб                  |
| 2016/17 | «Динамо» Балашиха                                                    | «Торпедо» Усть-Каменогорск                                           | Анатолий Антипов                                                     | «Торпедо» Усть-Каменогорск    |
| 2015/16 | «Нефтяник» Альметьевск                                               | «Ижсталь» Ижевск                                                     | Ришат Гимаев                                                         | «ТХК» Тверь                   |
| 2014/15 | «Торос» Нефтекамск                                                   | «Ижсталь» Ижевск                                                     | Константин Полозов                                                   | «Сарыарка» Караганда          |
| 2013/14 | «Сарыарка» Караганда                                                 | «Рубин» Тюмень                                                       | Душан Грегор                                                         | «Торос» Нефтекамск            |
| 2012/13 | «Торос» Нефтекамск                                                   | «Сарыарка» Караганда                                                 | Руслан Сулейманов                                                    | «Сарыарка» Караганда          |
| 2011/12 | «Торос» Нефтекамск                                                   | «Рубин» Тюмень                                                       | Руслан Сулейманов                                                    | «Рубин» Тюмень                |
| 2010/11 | «Рубин» Тюмень                                                       | «Нефтяник» Альметьевск                                               | Мисхат Фахрутдинов                                                   | «Рубин» Тюмень                |

## Выступление команд в лиге
С момента основания лиги в 2010 году в чемпионатах ВХЛ принимало участие 54 команды. Только нефтекамский клуб «Торос» выходил в плей-офф во всех четырнадцати чемпионатах ВХЛ, причём в шести сезонах доходил до стадии полуфинала. В таблице приведены итоги выступления команд в регулярной части чемпионатов ВХЛ (цифра — место в турнирной таблице), а также в плей-офф (обозначено цветом) каждого сезона ВХЛ.
| Команда                      | Команда  | 2011 | 2012 | 2013 | 2014 | 2015 | 2016 | 2017 | 2018 | 2019 | 2020 | 2021 | 2022 | 2023 | 2024 | 2025 |
| ---------------------------- | -------- | ---- | ---- | ---- | ---- | ---- | ---- | ---- | ---- | ---- | ---- | ---- | ---- | ---- | ---- | ---- |
|                              | Торос    | 2    | 2    | 3    | 1    | 8    | 3    | 5    | 10   | 3    | 9    | 12   | 9    | 13   | 13   | 24   |
| Рубин                        | 1        | 1    | 2    | 3    | 11   | 19   | 10   | 17   | 4    | 4    | 5    | 3    | 5    | 2    | 3    |      |
| Сарыарка                     |          |      | 1    | 4    | 1    | 8    | 3    | 4    | 10   | 10   |      |      |      |      |      |      |
| Нефтяник (Альметьевск)       | 3        | 7    | 4    | 10   | 19   | 4    | 11   | 3    | 2    | 12   | 2    | 15   | 7    | 9    | 21   |      |
| Динамо (СПб)                 |          |      |      | М    | М    | М    | 12   | 1    | 14   | 2    | 7    | 4    | 17   | 8    | 2    |      |
| Югра                         | К        | К    | К    | К    | К    | К    | К    | К    | 7    | 5    | 1    | 1    | 1    | 5    | 6    |      |
| Химик                        | М        | М    | М    | М    | М    | 24   | 23   | 15   | 9    | 13   | 8    | 6    | 9    | 6    | 5    |      |
| Торпедо-Горький              |          |      |      |      |      |      |      |      |      | 22   |      |      |      |      | 7    |      |
| Динамо (Балашиха)            | 19       | 20   | 11   | 13   | 17   | 12   | 6    |      |      |      |      |      |      |      |      |      |
|                              | Ижсталь  | 16   | 19   | 26   | 19   | 2    | 10   | 16   | 21   | 26   | 22   | 26   | 25   | 18   | 26   | 31   |
| СКА-Нева                     | 11       | 11   | 18   | 25   | 21   | 7    | 2    | 2    | 1    | 3    | 17   | 2    | 15   | 7    | 14   |      |
| Металлург (Новокузнецк)      | К        | К    | К    | К    | К    | К    | К    | 13   | 11   | 16   | 6    | 5    | 2    | 17   | 1    |      |
| Сокол                        | П        | 18   | 24   | 16   | 22   | 18   | 9    | 8    | 12   | 8    | 19   | 11   | 3    | 16   | 27   |      |
| АКМ                          |          |      |      |      |      |      |      |      |      |      |      | 17   | 11   | 4    | 17   |      |
| Торпедо (Усть-Каменогорск)   | 9        | 8    | 14   | 11   | 15   | 9    | 1    | 7    | 18   | 14   |      |      |      |      |      |      |
|                              | Зауралье | 10   | 16   | 25   | 26   | 9    | 11   | 8    | 5    | 8    | 18   | 20   | 14   | 10   | 3    | 12   |
| Дизель                       | 7        | 5    | 16   | 6    | 10   | 20   | 19   | 19   | 21   | 17   | 3    | 21   | 4    | 22   | 22   |      |
| ТХК                          | П        | П    | 19   | 8    | 3    | 1    | 7    |      |      |      |      |      |      |      |      |      |
| Молот                        | 4        | 12   | 13   | 2    | 4    | 15   | 17   | 16   | 27   | 23   | 25   | 8    | 14   | 1    | 9    |      |
| Буран                        | П        | П    | 7    | 9    | 7    | 5    | 25   | 25   | 22   | 29   | 24   | 24   | 25   | 11   | 15   |      |
| Ариада-НХ                    | 18       | 9    | 12   | 14   | 20   | 22   | 24   |      |      |      |      |      |      |      |      |      |
| Донбасс                      |          | 3    | К    | К    |      |      |      |      |      |      |      |      |      |      |      |      |
|                              | Ермак    | 8    | 6    | 8    | 17   | 12   | 6    | 13   | 6    | 28   | 33   | 23   | 26   | 26   | НМ   | НМ   |
| Горняк-УГМК                  |          |      |      | Б    | Б    | Б    | НМ   | 23   | 24   | 11   | 4    | 12   | 16   | 19   | 4    |      |
| Звезда                       |          |      |      |      |      | 21   | 14   | 12   | 6    | 1    | 11   | 18   | 24   | 14   | 10   |      |
| Лада                         | 20       | 13   | 9    | 12   | К    | К    | К    | К    | 5    | 6    | 18   | 7    | 6    | К    | К    |      |
| Челмет*                      | 13       | 10   | 20   | 18   | 16   | 16   | 18   | 20   | 20   | 19   | 9    | 13   | 12   | 18   | 8    |      |
| Спутник                      | 12       | 14   | 6    | 24   | 13   | 14   | 4    | 26   |      |      |      |      |      |      |      |      |
| Рязань-ВДВ                   | 15       | 21   | 27   | 21   | 6    | 2    | 15   | 22   | 13   | 32   | 15   | 20   | 19   | 21   | 11   |      |
| Южный Урал                   | 6        | 4    | 5    | 7    | 18   | 17   | 21   | 11   | 16   | 28   | 22   | 19   | 21   | 10   | 25   |      |
| Барс                         | М        | М    | М    | М    | 24   | 23   | 22   | 18   | 17   | 7    | 10   | 16   | 22   | 25   | 19   |      |
| Кубань                       |          |      | 17   | 5    | 14   |      |      |      |      |      |      |      |      |      |      |      |
| ХК Норильск                  |          |      |      |      |      |      |      |      |      |      |      |      |      | 15   | 13   |      |
| Локомотив ВХЛ**              | К        | 22   | 10   | К    | К    | К    | К    | К    | К    | К    | К    | К    | К    | К    | К    |      |
| Хумо                         |          |      |      |      |      |      |      |      |      | 15   |      |      |      |      |      |      |
| Магнитка                     |          |      |      |      |      |      |      |      |      |      |      |      |      |      | 16   |      |
| Кристалл (Саратов)           | 17       | 23   | 21   | 22   |      | 25   | 26   | П    | П    | П    | П    | П    | П    | 28   | 30   |      |
|                              | Саров    | 5    | 17   | 15   | 20   | 23   | 13   | 20   | 9    | 25   |      |      |      |      |      |      |
| Тамбов                       | П        | П    | П    | П    | П    | П    | П    | П    | 23   | 20   | 13   | 22   | 8    | 12   | 20   |      |
| Ростов                       |          |      |      | П    | П    | П    | П    | П    | П    | 21   | 14   | 10   | 20   | 27   | 23   |      |
| Чэнтоу                       |          |      |      |      |      |      |      | 14   | 15   | 34   |      |      |      |      |      |      |
| Титан                        |          | 15   | 22   | 15   |      |      |      |      |      |      |      |      |      |      |      |      |
| Липецк                       | П        | П    | П    | 23   | 5    | Б    | НМ   | НМ   | НМ   | НМ   | НМ   | НМ   | НМ   | НМ   | НМ   |      |
| Крылья Советов               | 14       |      |      |      |      |      | М    | М    | М    | М    | М    | М    | М    | М    | М    |      |
| Динамо (МО)                  |          |      |      |      |      |      |      |      |      | 18   | 16   |      |      |      |      |      |
|                              | ЦСК ВВС  |      |      |      |      |      |      |      | 27   | 19   | 30   | 21   | 27   |      | 23   | 28   |
| Омские крылья                |          |      |      |      |      |      |      |      |      |      |      | 23   | 23   | 24   | 26   |      |
| Динамо-Алтай                 |          |      |      |      |      |      |      |      |      |      |      |      |      | 20   | 18   |      |
| Челны                        |          |      |      |      |      |      |      |      |      |      |      |      |      | 29   | 29   |      |
| Юность-Минск                 |          |      | 23   |      |      |      |      |      |      |      |      |      |      |      |      |      |
| Куньлунь Ред Стар Хэйлунцзян |          |      |      |      |      |      |      | 24   | М    | М    |      |      |      |      |      |      |
| ОРДЖИ                        |          |      |      |      |      |      |      |      | 29   | 26   |      |      |      |      |      |      |
| Звезда-ВДВ                   |          |      |      |      |      | 26   |      |      |      |      |      |      |      |      |      |      |
| Номад                        |          |      |      |      |      |      |      |      |      | 27   |      |      |      |      |      |      |
| КРС-БСУ                      |          |      |      |      |      |      |      |      |      | 31   |      |      |      |      |      |      |
| Олимпия                      | М        | М    | Б    | М    | М    | М    |      |      |      | НМ   |      | НМ   | НМ   | НМ   | 33   |      |
| Юнисон                       |          |      |      |      |      |      |      |      |      |      |      |      | НМ   | НМ   | 32   |      |

| Цвет         | Значение                                 |
| ------------ | ---------------------------------------- |
| Красный      | Обладатель Кубка Братины                 |
| Жёлтый       | Вице-чемпион                             |
| Зелёный      | Полуфиналист чемпионата                  |
| Голубой      | Участник 1/4 финала чемпионата           |
| Синий        | Участник плей-офф                        |
| Светло-серый | Команда, не прошедшая в плей-офф         |
| Серый        | Команда, не принимающая участие в сезоне |

* включая историю выступления челябинского «Мечела» до своей замены правопреемником «Челметом» в 2012 году.
** включая историю выступления возрождённого «Локомотива» до его перехода в КХЛ в 2012 году.

## ВХЛ на международных турнирах
Команды ВХЛ принимают участия и на крупных международных хоккейных турнирах.

### Континентальный кубок
С 2012 по 2014 годы победитель ВХЛ принимал участие в Континентальном кубке.
| Год  | Клуб  | Результат    |
| ---- | ----- | ------------ |
| 2012 | Рубин | Третий раунд |
| 2013 | Торос | Третий раунд |
| 2014 | Торос | Третий раунд |

## Трансляции ВХЛ
Трансляции матчей чемпионата ВХЛ осуществляют несколько телеканалов (основной из которых КХЛ-ТВ). Также выходят программы о ВХЛ на КХЛ-ТВ.
| Название                                             | Способ трансляций         | Комментаторы |
| ---------------------------------------------------- | ------------------------- | --- |
| КХЛ ТВ                                               | Основной вещатель         | Дмитрий Фёдоров, Олег Мосалёв, Денис Казанский, Сергей Федотов, Олег Власов, Андрей Юртаев, Виталий Магранов, Владимир Гучек |
| UTV (Уфа, Нефтекамск, Казань, Оренбург, Стерлитамак) | Матчи ХК «Торос»          | Сергей Ларионов, Марат Казарян                                                                                               |
| ОТВ (Челябинск)                                      | Матчи ХК «Челмет»         | Александр Магденко, Андрей Фролов                                                                                            |
| Link-tv (Пермь), Ветта 24 (Пермь)                    | Матчи ХК «Молот-Прикамье» | Андрей Белый, Алексей Горохов                                                                                                |
| Тюменское время (Тюмень)                             | Матчи ХК «Рубин»          | Дмитрий Рыбьяков, Максим Яковлев                                                                                             |
| 11 канал (Пенза)                                     | Матчи ХК «Дизель»         | Владимир Тер-Казаров |
| Луч-Альметьевск (Альметьевск)                        | Матчи ХК «Нефтяник»       | Всеволод Дворкин, Максим Прохоров                                                                                            |
| TV Губерния (Воронеж)                                | Матчи ХК «Буран»          | Станислав Морозов |
| Новое телевидение (Караганда) ТВОЁ ТВ (Темиртау)     | Матчи ХК «Сарыарка»       | Сергей Янобаев |

С сезона 2012/2013 у ВХЛ появился свой собственный канал на видеохостинге YouTube. Канал транслирует матчи всех команд в лиге. Также руководство ВХЛ заключило договор со спортивным порталом Чемпионат.com.